# لکس لانگ
لکس لانگ (انگلیسی: Lex Lang؛ زادهٔ ۱۲ نوامبر ۱۹۶۵) یک صداپیشه اهل ایالات متحده آمریکا است.

## زندگی شخصی و سایر فعالیتها
لانگ با صداپیشه همکار سندی فاکس ازدواج کرده‌است. آنها در استودیو سیتی، کالیفرنیا زندگی می‌کنند. در سال ۱۹۹۸ آنها بنیاد LovePlanet را بنیان نهادند، یک سازمان غیرانتفاعی که مواد آموزشی را برای کودکان در مورد اهمیت بازیافت، آگاهی از آب در جهان و حفظ کره زمین ایجاد می‌کند. آنها همچنین Love Planet Productions را ایجاد کردند که شامل چندین پروژه چندرسانه ای مانند نمایش‌های ارائه انیمه، نمایش‌ها و محصولات کودک نوپا و برنامه‌نویسی Zen است. در سال ۲۰۰۶ آنها تجارت آب چشمه بطری را به نام H2Om Water With Intention راه اندازی کردند، که در چندین رویداد از جمله کنسرت تالار کارنگی بنیاد Rainforest بنیاد و جشنواره فیلم Elevate به عنوان اسپانسر شناخته شده‌است. لانگ همچنین یک مدیتیشن مدیتیشن دیپاک چوپرا بود.

## گزیده فیلمشناسی
از فیلم‌ها یا برنامه‌های تلویزیونی که وی در آن نقش داشته‌است می‌توان به آثار زیر اشاره کرد.
- مجموعه دیجیمون (۱۹۹۹)
- شوالیه‌های جادویی (۱۹۹۹)
- رورونی کنشین (۱۹۹۹)
- شوالیه‌های جادویی (۲۰۰۰)
- ترای‌گان (۲۰۰۰)
- آخرین تبعیدی (۲۰۰۳)
- رابین شکارچی جادوگر (۲۰۰۳)
- شبح درون پوسته: استند الون کامپلکس (۲۰۰۴)
- گانگریو (مجموعه تلویزیونی) (۲۰۰۴)
- باران گرگ (۲۰۰۴)
- سامورایی چامپلو (۲۰۰۵)
- تنجو تنگه (۲۰۰۵)
- سرنوشت/شب ماندن (۲۰۰۶)
- ناروتو (۲۰۰۹–۱۵)
- سرنوشت/شب ماندن (۲۰۱۵)
- وان پانچ من (۲۰۱۶)
- شبح درون پوسته: سک ۲۰۴۵ (۲۰۲۰)
- جوجوتسو کایسن (۲۰۲۰)
- آواتار: آخرین بادافزار (۲۰۰۶–۰۷)
- بتمن (انیمیشن سریالی) (۲۰۰۷–۰۸)
- بتمن شجاع و جسور (۲۰۰۹–۱۰)
- نمایش منظم (زیگبی و مرداک) (۲۰۱۳)
- معجزه آسا: افسانه دختر کفشدوزکی و گربه سیاه (۲۰۱۶)
- جنگ ستارگان مقاومت (۲۰۱۸–۱۹)
- مبارز خیابانی آلفا (۲۰۰۱)
- آکیرا (۲۰۰۱)
- زنده (فیلم ۲۰۰۲) (۲۰۰۴)
- لیگ عدالت: جلودارهای جدید (۲۰۰۸)
- لیگ عدالت: پارادوکس فلش‌پوینت (۲۰۱۳)
- دونده مارپیچ: مشقت‌های اسکرچ (۲۰۱۵)
- هتل ترانسیلوانیا ۲ (۲۰۱۵)
- ستاره (فیلم ۲۰۱۷) (۲۰۱۷)
- فاینال فانتزی ۱۱ (۲۰۰۳)
- کراش توئین‌سانیتی (۲۰۰۴)
- اورکوئست (۲۰۰۴)
- دنیای وارکرفت (۲۰۰۴)
- هانتینگ گراند (۲۰۰۵)
- ماتریکس: راه نئو (۲۰۰۵)
- کراش تگ تیم ریسینگ (۲۰۰۵)
- عزای سربروس: فاینال فانتزی ۷ (۲۰۰۶)
- گوست رایدر (بازی ویدئویی) (۲۰۰۷)
- کرش آو د تایتانز (۲۰۰۷)
- تأثیر فراگیر (بازی ویدئویی) (۲۰۰۷)
- کراش: ذهن جهش‌یافته (۲۰۰۸)
- عصر اژدها: ریشه‌ها (۲۰۰۹)
- رزیدنت ایول: تاریخچه تاریکی (۲۰۰۹)
- تأثیر فراگیر ۲ (۲۰۱۰)
- تأثیر فراگیر ۳ (۲۰۱۲)
- غار (بازی ویدئویی) (۲۰۱۳)
- بازگشت لایتنینگ: فاینال فانتزی ۱۳ (۲۰۱۴)
- تایتان‌فال (۲۰۱۴)
- بتمن: شوالیه آرکهام (۲۰۱۵)
- جهان وارکرفت: لشکر (۲۰۶)
- کراش باندیکوت سه‌گانه احمقانه (۲۰۱۷)
- خدای جنگ (بازی ویدئویی ۲۰۱۸) (۲۰۱۸)
- لگو دی‌سی ابرشروران (۲۰۱۸)
- کراش تیم ریسینگ نیترو-سوخت (۲۰۱۹)
- کراش باندیکوت ۴: این درباره زمان است (۲۰۲۰)
- دووم پاترول (مجموعه تلویزیونی) (۲۰۲۰)